# Calasthocle
Calasthocle (Calasthorte), pleme porodice salishan koje je u vrijeme dolaska ekspedicije Lewisa i Clarka živjela na pacifičkoj obali Washingtona u susjedstvu plemena Quinault. Prema Lewisu i Clarku (1805.) njihov broj iznosi 200 a čine ogranak ili su udruženi s Quinaultima.